# Nati nel 1946/Settembre
| Questa pagina contiene informazioni ricavate automaticamente dalle voci biografiche con l'ausilio del template Bio e di un bot. L'aggiornamento è periodico e automatico e ricostruisce completamente la pagina. Se manca una persona in questa lista, sei pregato di non aggiungerla, ma accertati piuttosto che la sua voce biografica contenga il template Bio e che i dati anagrafici siano correttamente compilati. Se il template Bio manca, inseriscilo tu stesso o, in alternativa, metti l'avviso {{tmp\|Bio}} che ne segnala la mancanza. Se i dati riportati sono sbagliati, correggi direttamente la voce biografica; le modifiche saranno visibili in questa lista entro pochi giorni. Per chiarimenti vedi il progetto biografie. La lista contiene solo le 260 persone che sono citate nell'enciclopedia e per le quali è stato implementato correttamente il template Bio. Pagina aggiornata al 26 lug 2025. |

- 1º settembre - Susan Backlinie, attrice statunitense († 2024)
- 1º settembre - Glenys Bauer, ex cestista australiana
- 1º settembre - Barry Gibb, cantante, compositore e produttore discografico britannico
- 1º settembre - Tullio Dobner, traduttore e scrittore italiano († 2018)
- 1º settembre - Galileo Guidi, medico e politico italiano
- 1º settembre - Shalom Hanoch, cantante e compositore israeliano
- 1º settembre - Luigi Pepe, politico italiano
- 1º settembre - Roh Moo-hyun, politico sudcoreano († 2009)
- 1º settembre - Erich Schärer, ex bobbista svizzero
- 1º settembre - Dallas Thornton, ex cestista statunitense
- 1º settembre - Ly Tong, attivista e aviatore vietnamita († 2019)
- 1º settembre - Mary Louise Weller, attrice statunitense
- 2 settembre - Rosanna Branciforti, politica italiana († 2009)
- 2 settembre - Hubert Forstinger, ex arbitro di calcio austriaco
- 2 settembre - Antonio Giraudo, dirigente sportivo italiano
- 2 settembre - Valentin Gorlov, regista sovietico
- 2 settembre - Bent Holm, critico letterario, drammaturgo e traduttore danese
- 2 settembre - David Jenkins, ex calciatore inglese
- 2 settembre - Zdeněk Kudrna, pilota motociclistico cecoslovacco († 1982)
- 2 settembre - Rudy Maira, politico italiano
- 2 settembre - Billy Preston, musicista, cantante e polistrumentista statunitense († 2006)
- 2 settembre - Walter Simonson, fumettista statunitense
- 2 settembre - Dan White, politico e criminale statunitense († 1985)
- 3 settembre - Minoru Arakawa, autore di videogiochi giapponese
- 3 settembre - Brian Ashton, ex rugbista a 15 e allenatore di rugby a 15 britannico
- 3 settembre - Elio D'Anna, cantante, flautista e educatore italiano
- 3 settembre - Brian Heaney, ex cestista e allenatore di pallacanestro statunitense
- 3 settembre - Eddio Inostroza, ex calciatore cileno
- 3 settembre - Gerry Meehan, ex hockeista su ghiaccio e dirigente sportivo canadese
- 3 settembre - Michele Pepe, fumettista italiano († 1997)
- 3 settembre - René Pijnen, ex ciclista su strada e pistard olandese
- 3 settembre - Fernando Rossi, politico italiano
- 3 settembre - Vjačeslav Skok, ex pallanuotista sovietico
- 3 settembre - Francisco Trois, scacchista brasiliano († 2020)
- 4 settembre - Liz Greene, astrologa e psicologa britannica
- 4 settembre - Anatolij Sergeevič Kulikov, generale e politico russo
- 4 settembre - Dave Liebman, flautista e sassofonista statunitense
- 4 settembre - Aleksandr Pankratov, regista sovietico († 2024)
- 4 settembre - Harry Vos, calciatore olandese († 2010)
- 5 settembre - Lily Brett, scrittrice e poetessa australiana
- 5 settembre - Kyongae Chang, astrofisica sudcoreana
- 5 settembre - Dennis Dugan, regista e attore statunitense
- 5 settembre - Paolo Ettorre, pubblicitario italiano († 2007)
- 5 settembre - Julius Keye, cestista statunitense († 1984)
- 5 settembre - Freddie Mercury, cantautore e compositore britannico († 1991)
- 5 settembre - Michele Rallo, politico e saggista italiano
- 5 settembre - Luis Carlos Santiago, ex cestista spagnolo
- 5 settembre - Jindrich Streit, fotografo e pedagogo ceco
- 5 settembre - Loudon Wainwright III, cantautore, chitarrista e attore statunitense
- 6 settembre - Ron Boone, ex cestista statunitense
- 6 settembre - Gian Mauro Borsano, ingegnere, imprenditore e politico italiano
- 6 settembre - Ángel Cappa, allenatore di calcio e ex calciatore argentino
- 6 settembre - Bryan Daniel O'Connor, ex astronauta e militare statunitense
- 6 settembre - Alberto Silvani, vescovo cattolico italiano
- 6 settembre - Tony Taylor, allenatore di calcio e ex calciatore scozzese
- 7 settembre - Massimo Fecchi, disegnatore e fumettista italiano
- 7 settembre - Ron Fuller, ex wrestler statunitense
- 7 settembre - Michael McCarty, attore statunitense († 2014)
- 7 settembre - Lloyd Pye, scrittore statunitense († 2013)
- 7 settembre - Francisco Varela, biologo, filosofo e neuroscienziato cileno († 2001)
- 7 settembre - Jerry Zaks, regista e attore tedesco
- 8 settembre - Amedeo Amadeo, politico e medico italiano
- 8 settembre - Piero Badaloni, giornalista, scrittore e politico italiano
- 8 settembre - Alberto Boschi, ex arbitro di calcio italiano
- 8 settembre - Gustavo Chapela, ex schermidore messicano
- 8 settembre - L.C. Greenwood, giocatore di football americano statunitense († 2013)
- 8 settembre - Edward Hall, ex calciatore inglese
- 8 settembre - Patrick Hombergen, ex tennista belga
- 8 settembre - Marcello Mochi Onori, politico italiano († 2017)
- 8 settembre - Luciano Monticolo, ex calciatore italiano
- 8 settembre - Aziz Sancar, biochimico turco
- 8 settembre - Tiziano Stevan, calciatore italiano († 2021)
- 8 settembre - Maria Taddei, politica italiana
- 8 settembre - Eugene Trivizas, sociologo e scrittore greco
- 9 settembre - Carmen Berenguer, poetessa e giornalista cilena († 2024)
- 9 settembre - Miguel Ángel Bustillo, calciatore spagnolo († 2016)
- 9 settembre - Aleksander Doba, viaggiatore polacco († 2021)
- 9 settembre - David Emge, attore statunitense († 2024)
- 9 settembre - Miriam Fried, violinista e docente israeliana
- 9 settembre - Koichiro Hirayama, ex lottatore giapponese
- 9 settembre - Doug Ingle, cantante e organista statunitense († 2024)
- 9 settembre - Evert Kroon, pallanuotista olandese († 2018)
- 9 settembre - Dirceu Lopes, ex calciatore brasiliano
- 9 settembre - Rosalio Martires, cestista, attore e politico filippino († 2024)
- 9 settembre - Fioravante Palestini, criminale italiano
- 9 settembre - Bruce Palmer, musicista canadese († 2004)
- 9 settembre - Gordon Plotkin, informatico scozzese
- 9 settembre - Hayato Tani, attore giapponese
- 10 settembre - Michèle Alliot-Marie, politica francese
- 10 settembre - Mario Baldassarri, economista e politico italiano
- 10 settembre - Josep Casadevall, giudice andorrano
- 10 settembre - Elisa Maria Damião, politica portoghese († 2022)
- 10 settembre - Werner Forner, linguista e filologo tedesco
- 10 settembre - Jim Hines, velocista e giocatore di football americano statunitense († 2023)
- 10 settembre - Carmelo Pagano, cantante e compositore italiano
- 10 settembre - Don Powell, batterista britannico
- 10 settembre - Shlomo Sand, storico e scrittore israeliano
- 10 settembre - Jan Swafford, compositore e musicologo statunitense
- 11 settembre - Giacomo Carioti, giornalista e fotografo italiano
- 11 settembre - Dave Newmark, ex cestista statunitense
- 11 settembre - John Griffith Roberts, calciatore gallese († 2016)
- 11 settembre - Balthasar Schwarm, ex slittinista tedesco occidentale
- 11 settembre - Jim Shoulder, allenatore di calcio, dirigente sportivo e ex calciatore inglese
- 11 settembre - Sandy Skoglund, artista e fotografa statunitense
- 12 settembre - Renato Dehò, calciatore italiano († 2019)
- 12 settembre - Sam Ellis, allenatore di calcio e ex calciatore inglese
- 12 settembre - Reinhard Lauck, calciatore tedesco († 1997)
- 13 settembre - María Izquierdo Rojo, politica, filologa e sindacalista spagnola
- 13 settembre - Frank Marshall, produttore cinematografico e regista statunitense
- 13 settembre - Franco Messina, pittore italiano
- 13 settembre - John Parker, ex pallanuotista statunitense
- 13 settembre - Carlo Torre, medico e criminologo italiano († 2015)
- 14 settembre - Pete Agnew, bassista britannico
- 14 settembre - Dida Drăgan, cantante e paroliere rumena
- 14 settembre - José Manuel Fernández García, calciatore spagnolo († 2008)
- 14 settembre - Dave Harding, ex calciatore inglese
- 14 settembre - Milena Manni, cantante italiana
- 14 settembre - Volodymyr Muntjan, allenatore di calcio e ex calciatore sovietico
- 14 settembre - Rainer Schlutter, ex calciatore tedesco orientale
- 14 settembre - Wolfgang Sühnholz, calciatore tedesco († 2019)
- 14 settembre - Pietro Tidei, politico italiano
- 15 settembre - Ottavio Fabbri, regista e produttore cinematografico italiano
- 15 settembre - Krzysztof Grzegorek, ex schermidore polacco
- 15 settembre - Tommy Lee Jones, attore e regista statunitense
- 15 settembre - Zoltán Kásás, ex pallanuotista ungherese
- 15 settembre - Salvatore Ronald Matano, vescovo cattolico statunitense
- 15 settembre - Carlo Micheli, scacchista italiano
- 15 settembre - Tetsu Nakamura, medico giapponese († 2019)
- 15 settembre - Oliver Stone, regista, sceneggiatore e produttore cinematografico statunitense
- 16 settembre - Igor Bachner, ex calciatore cecoslovacco
- 16 settembre - Francisco Ballester, calciatore spagnolo († 1977)
- 16 settembre - Brahim Ghali, politico sahrawi
- 16 settembre - Raúl Párraga, ex calciatore peruviano
- 16 settembre - Camilo Sesto, cantante spagnolo († 2019)
- 17 settembre - Billy Bonds, ex calciatore e allenatore di calcio inglese
- 17 settembre - Giovanni Carbonella, politico italiano († 2025)
- 17 settembre - Eduardo Costantini, imprenditore e economista argentino
- 18 settembre - Fritz André, ex calciatore haitiano
- 18 settembre - Nicholas Clay, attore britannico († 2000)
- 18 settembre - Kelvin Coe, danzatore australiano († 1992)
- 18 settembre - Billy Drago, attore e conduttore radiofonico statunitense († 2019)
- 18 settembre - Joel Camargo, calciatore brasiliano († 2014)
- 18 settembre - Akira Kamiya, doppiatore e attore giapponese
- 18 settembre - Hans Kollhoff, architetto tedesco
- 18 settembre - Gerard Lettoli, ex ciclista su strada sammarinese
- 18 settembre - Hugo Lóndero, ex calciatore argentino
- 18 settembre - Jimmy O'Rourke, calciatore e allenatore di calcio scozzese († 2022)
- 18 settembre - Struan Rodger, attore britannico
- 18 settembre - Gailard Sartain, attore statunitense († 2025)
- 18 settembre - Alain Schnapp, archeologo francese
- 18 settembre - Mark Steedman, linguista britannico
- 18 settembre - Vince Tempera, tastierista e arrangiatore italiano
- 19 settembre - Louie Austen, musicista e cantante austriaco
- 19 settembre - Vytas Brenner, musicista, compositore e chitarrista venezuelano († 2004)
- 19 settembre - Gerald Brisco, ex wrestler statunitense
- 19 settembre - John Coghlan, batterista e percussionista britannico
- 19 settembre - Michael Elphick, attore britannico († 2002)
- 19 settembre - Bruce A. Evans, regista, scenografo e produttore cinematografico statunitense
- 19 settembre - Rita Forzano, attrice e direttore del casting italiana
- 19 settembre - Brian Henton, pilota automobilistico britannico
- 19 settembre - Jack Marchal, politico, musicista e fumettista francese († 2022)
- 19 settembre - Christopher Olsen, attore statunitense
- 19 settembre - Eliano Pessa, fisico italiano († 2020)
- 19 settembre - George Tinsley, ex cestista statunitense
- 19 settembre - Elisabetta Wu, attrice cinese
- 20 settembre - Tony Garea, ex wrestler neozelandese
- 20 settembre - John Mahoney, allenatore di calcio e ex calciatore gallese
- 20 settembre - Päivi Paunu, cantante finlandese († 2016)
- 21 settembre - Marta Boneschi, giornalista, storica e saggista italiana
- 21 settembre - Paul Doherty, scrittore britannico
- 21 settembre - Daniela Kolářová, attrice ceca
- 21 settembre - Moritz Leuenberger, politico e avvocato svizzero
- 21 settembre - Mart Siimann, politico estone
- 22 settembre - Giuseppe Armocida, storico e medico italiano
- 22 settembre - King Sunny Adé, cantante e musicista nigeriano
- 22 settembre - Dan Lungren, politico statunitense
- 22 settembre - Carlos Alberto Manaca Dias, allenatore di calcio e ex calciatore mozambicano
- 22 settembre - Danilo Moretti, politico italiano
- 22 settembre - John Tomlinson, basso britannico
- 22 settembre - John Woo, regista e sceneggiatore hongkonghese
- 23 settembre - Enrico Catuzzi, allenatore di calcio e calciatore italiano († 2006)
- 23 settembre - Paolo Del Mese, politico italiano
- 23 settembre - Franz Fischler, politico austriaco
- 23 settembre - Gerlando Gatto, giornalista italiano
- 23 settembre - Valerij Karasëv, ex ginnasta sovietico
- 23 settembre - Bernard Maris, economista e giornalista francese († 2015)
- 23 settembre - Jim McCalliog, ex calciatore e allenatore di calcio scozzese
- 23 settembre - John Napier, ex calciatore nordirlandese
- 23 settembre - Giuliano Pedulli, politico italiano
- 23 settembre - Roger Rossat-Mignod, ex sciatore alpino francese
- 24 settembre - David Anspaugh, regista statunitense
- 24 settembre - Jerry Donahue, chitarrista statunitense
- 24 settembre - Roberto Escobar, critico cinematografico italiano
- 24 settembre - Gianfranco Gambarelli, matematico italiano
- 24 settembre - Joe Greene, ex giocatore di football americano statunitense
- 24 settembre - Lars Emil Johansen, politico groenlandese
- 24 settembre - Atanas Kirov, sollevatore bulgaro († 2017)
- 24 settembre - John O'Hare, ex calciatore scozzese
- 24 settembre - Uschi Obermaier, attrice e ex modella tedesca
- 24 settembre - María Teresa Ruiz, astronoma cilena
- 24 settembre - Calogero Sodano, politico e scrittore italiano
- 24 settembre - Natal'ja Arinbasarova, attrice russa
- 24 settembre - Stuart Wilde, scrittore britannico († 2013)
- 25 settembre - Ankica Bašić, ex cestista jugoslava
- 25 settembre - Tom Blom, conduttore radiofonico e conduttore televisivo olandese († 2017)
- 25 settembre - Johannes Brost, attore svedese († 2018)
- 25 settembre - Pier Luigi Foschi, dirigente d'azienda italiano
- 25 settembre - Roberto Juan Martínez, ex calciatore argentino
- 25 settembre - Dirk Sterckx, politico belga
- 25 settembre - Dan Voiculescu, politico e imprenditore rumeno
- 25 settembre - John Weidman, librettista statunitense
- 25 settembre - Mick Wright, ex calciatore inglese
- 26 settembre - Louise Simonson, fumettista statunitense
- 26 settembre - Geoff Butler, ex calciatore inglese
- 26 settembre - Andrea Dworkin, saggista statunitense († 2005)
- 26 settembre - Farida, cantante italiana († 2024)
- 26 settembre - Margret Hafen, ex sciatrice alpina tedesca
- 26 settembre - Mary Beth Hurt, attrice statunitense
- 26 settembre - Togo Igawa, attore giapponese
- 26 settembre - Karl-Heinz Kamp, allenatore di calcio e ex calciatore tedesco
- 26 settembre - Leonardo Mondadori, editore e dirigente d'azienda italiano († 2002)
- 26 settembre - Christine Todd Whitman, politica e scrittrice statunitense
- 26 settembre - Kalevi Vehkonen, pilota motociclistico finlandese († 2023)
- 27 settembre - Nikos Anastasiadīs, politico cipriota
- 27 settembre - Yoshimi Inoue, karateka giapponese († 2015)
- 27 settembre - Peter H. Kostmayer, politico statunitense
- 27 settembre - Mario Musiello, allenatore di calcio e calciatore italiano († 2010)
- 27 settembre - Enzo Petriglia, ex pugile italiano
- 27 settembre - Denijal Pirić, allenatore di calcio e ex calciatore bosniaco
- 27 settembre - Dottie Sutcliffe, ex nuotatrice rhodesiana
- 28 settembre - Biagio Dell'Uomo, politico italiano
- 28 settembre - Peter Egan, attore britannico
- 28 settembre - Herbert Jefferson, attore statunitense
- 28 settembre - Jeffrey Jones, attore statunitense
- 28 settembre - Fiona Lewis, attrice britannica
- 28 settembre - Helen Shapiro, cantante e attrice inglese
- 28 settembre - Giuseppe Tomasini, ex calciatore italiano
- 29 settembre - Giambattista Capretti, pugile italiano († 2016)
- 29 settembre - Franco Corleone, politico italiano
- 29 settembre - Agostino Formica, scrittore e saggista italiano
- 29 settembre - Patricia Hodge, attrice britannica
- 29 settembre - Tamás Krivitz, allenatore di calcio e ex calciatore ungherese
- 29 settembre - Américo Paredes, ex calciatore uruguaiano
- 29 settembre - Lino Paschini, ex cestista italiano
- 29 settembre - Giovanni Poggiali, attore teatrale, drammaturgo e musicista italiano († 1987)
- 29 settembre - Donovan Scott, attore statunitense
- 29 settembre - Jeff Wall, fotografo canadese
- 29 settembre - Ian Wallace, batterista britannico († 2007)
- 29 settembre - Wayne Wells, ex lottatore statunitense
- 30 settembre - Pierpaolo Donati, sociologo e filosofo italiano
- 30 settembre - Robert Gascoyne-Cecil, VII marchese di Salisbury, nobile e politico britannico
- 30 settembre - Barry Hulshoff, allenatore di calcio e calciatore olandese († 2020)
- 30 settembre - Giampaolo Lanzetti, ex calciatore italiano
- 30 settembre - Héctor Lavoe, cantante portoricano († 1993)
- 30 settembre - Jochen Mass, pilota automobilistico tedesco († 2025)
- 30 settembre - Gabriele Melogli, politico italiano
- 30 settembre - Piero Montanari, bassista e compositore italiano († 2023)
- 30 settembre - Dan O'Bannon, sceneggiatore e effettista statunitense († 2009)
- 30 settembre - Raël, giornalista e scrittore francese
- 30 settembre - Barry Weitzenberg, ex pallanuotista statunitense